# Coton (Cambridgeshire)
Pour les articles homonymes, voir Coton (homonymie).
Coton est une paroisse civile et un village du Cambridgeshire, en Angleterre.